# Екологічна премія Goldman
Екологічна премія Goldman — це премія, яка щорічно присуджується низовим екологічним активістам та активісткам, по одному з кожного з шести географічних регіонів світу: Африка, Азія, Європа, Острови та острівні країни, Північна Америка, Південна та Центральна Америка. Нагороду присуджує Екологічний фонд Goldman зі штаб-квартирою в Сан-Франциско, Каліфорнія.  Його ще називають Зеленим Нобелем.
Екологічна премія Голдман була створена в 1989 році громадськими лідерами та філантропами Річардом Н. Голдманом і Родою Х. Голдман.  Станом на  2019 р., сума премії становить 200 000 доларів США.
Переможців та переможиць обирає міжнародне журі, які отримують конфіденційні номінації від всесвітньої мережі екологічних організацій та окремих осіб. Переможці та переможиці беруть участь у 10-денному турі Сан-Франциско та Вашингтоном, округ Колумбія, для церемонії нагородження та презентації, прес-конференцій, брифінгів у ЗМІ та зустрічей з політичними, державними, фінансовими та екологічними лідерами. На церемонії нагородження представяються короткі документальні відео про кожного переможця чи переможицю, оповідані Робертом Редфордом та (починаючи з 2021 року) Сігурні Вівер.
Церемонія вручення екологічної премії Голдман 2019 року з нагоди 30-ї річниці відбулася 29 квітня 2019 року в Оперному театрі війни в Сан-Франциско. Друга церемонія нагородження відбулася 1 травня 2019 року у Вашингтоні, округ Колумбія.
Церемонії вручення екологічної премії Голдман за 2020 і 2021 роки відбулися онлайн через пандемію COVID-19, прем’єри попередньо записаних відео відбулися 30 листопада 2020 року та 15 червня 2021 року відповідно.

## Лауреати та лауреатки премії

### 1990 рік
- Роберт Браун (Австралія)
- Лоіс Гіббс (США)
- Джанет Гібсон (Беліз)
- Гаррісон Нгау Лаінг (Малайзія)
- Янош Варга (Угорщина)
- Майкл Веріхе (Кенія)

### 1991 рік
- Вангарі Мута Маатаї (Кенія)
- Барненс Регнског (Еха Керн і Роланд Тієнсуу) (Швеція)
- Еварісто Нугкуаг (Перу)
- Йоічі Курода (Японія)
- Семюел ЛаБуд (США)
- Кет Воллес (Нова Зеландія)

### 1992 рік
- Джетон Анджайн (Маршаллові острови)
- Медха Паткар (Індія)
- Ваджа Егнанкоу (Кот-д'Івуар)
- Крістін Жан (Франція)
- Коллін МакКрорі (Канада)
- Карлос Альберто Рікардо (Бразилія)

### 1993 рік
- Маргарет Джейкобсон і Гарт Овен-Сміт (Намібія)
- Хуан Майр (Колумбія)
- Дай Цин (Китай)
- Джон Сінклер (Австралія)
- Джоенн Талл (США)
- Святослав Забєлін (Росія)

### 1994 рік
- Метью Кун Ком (Канада)
- Туенджай Дітес (Таїланд)
- Лайла Іскандер Камель (Єгипет)
- Луїс Макас (Еквадор)
- Хеффа Шюкінг (Німеччина)
- Ендрю Сіммонс (Сент-Вінсент і Гренадини)

### 1995 рік
- Аврора Кастільо (США)
- Юл Чой (Південна Корея)
- Ной Ідечонг (Палау)
- Емма Муст (Англія)
- Рікардо Наварро (Сальвадор)
- Кен Саро-Віва (Нігерія)

### 1996 рік
- Ндякіра Амуті (Уганда)
- Білл Баллантайн (Нова Зеландія)[14]
- Едвін Бустільос (Мексика)
- M.C. Mehta (Індія)
- Марина Сільва (Бразилія)
- Албена Симеонова (Болгарія)

- Нік Картер (Замбія)
- Луар Ботор Дінгіт (Індонезія)
- Олександр Нікітін (Росія)
- Хуан Пабло Оррего (Чилі)

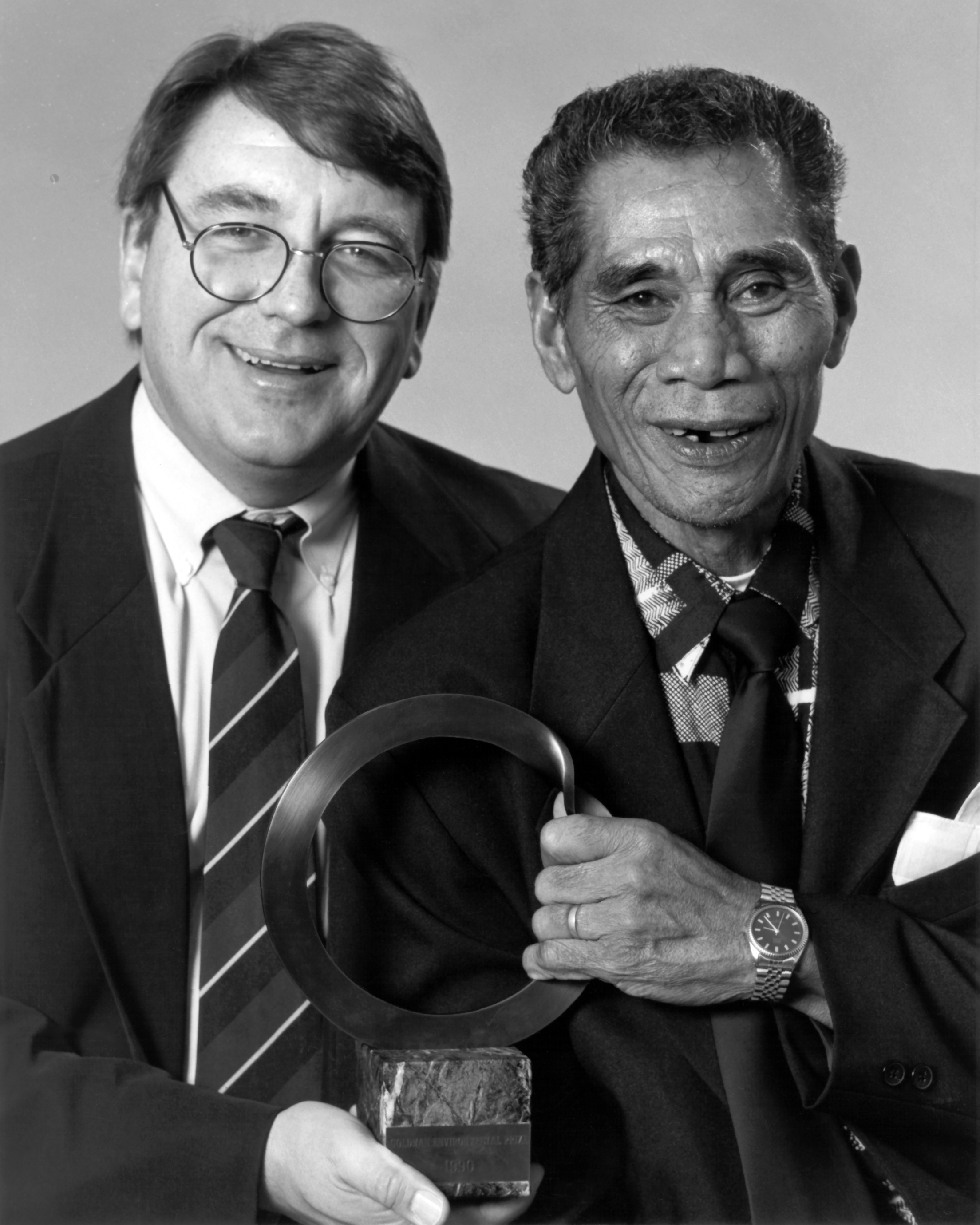
Етнобіолог Пол Алан Кокс (ліворуч) і сільський голова Фуйоно Сеніо (праворуч) отримали екологічну премію Голдмана в 1997 році за свої зусилля зі збереження природи у Фалеалупо в Західному Самоа. Пізніше їхня робота привела до заснування Сікології.

- Фуйоно Сеньо та Пол Алан Кокс (Західне Самоа)
- Террі Сверінген (США)

### 1998 рік
- Анна Джордано (Італія)
- Корі Джонсон (США)
- Беріто Куварува (Колумбія)
- Атертон Мартін (Співдружність Домініки)
- Свен «Боббі» Пік (Південна Африка)
- Хірофумі Ямашіта (Японія)

### 1999 рік
- Жакі Катона та Івонн Маргарула (Австралія)
- Міхал Кравчик (Словаччина)
- Бернард Мартін (Канада)
- Семюель Нгіффо (Камерун)
- Хорхе Варела (Гондурас)
- Ка Хсау Ва (М'янма)

### 2000 рік
- Орал Атаніязова (Узбекистан)
- Еліас Діас Пенья та Оскар Рівас (Парагвай)
- Віра Міщенко (Росія)
- Родольфо Монтьель Флорес (Мексика)
- Александр Піл (Ліберія)
- Нат Куансах (Мадагаскар)

### 2001 рік
- Джейн Акре і Стів Вілсон (США)
- Йосефа Аломанг (Індонезія)
- Георгос Катсадоракіс і Мірсіні Малаку (Греція)
- Оскар Олівера (Болівія)
- Ежен Рутагарама (Руанда)
- Бруно Ван Петегем (Нова Каледонія)

### 2002 рік
- Пісіт Чарнсно (Таїланд)
- Сара Джеймс і Джонатон Соломон (США)
- Фатіма Джібрелл (Сомалі)
- Алексіс Массол Гонсалес (Пуерто-Рико)
- Норма Кассі (Канада)
- Жан Ла Роуз (Гаяна)
- Ядвіга Лопата (Польща)

### 2003 рік
- Джулія Бондс (США)
- Педро Аррохо-Агудо (Іспанія)
- Айлін Кампакута Браун і Ейлін Вані Вінґфілд (Австралія)
- Вон Ернандес (Філіппіни)
- Марія Олена Форонда Фарро (Перу)
- Одігха Одігха (Нігерія)

### 2004 рік
- Рудольф Аменга-Етего (Гана)
- Рашида Бі та Чампа Деві Шукла (Індія)
- Лівія Груезо (Колумбія)
- Манана Кочладзе (Грузія)
- Деметріо ду Амарал де Карвальо (Східний Тимор)
- Марджі Річард (США)

### 2005 рік
- Ісідро Балденегро Лопес (Мексика)
- Кайша Атаханова (Казахстан)
- Жан-Батист Шаванн (Гаїті)
- Стефані Даніель Рот (Румунія)
- Корней Еванґо (Конго)
- Хосе Андрес Тамайо Кортес (Гондурас)

### 2006 рік
- Сайлас Кпанан Сіакор (Ліберія)[15]
- Ю Сяоган (Китай)
- Оля Мелен (Україна)
- Енн Каджір (Папуа-Нова Гвінея)
- Крейг Е. Вільямс (США)
- Тарсізіо Фейтоза да Сілва (Бразилія)

### 2007 рік
- Софія Рабляускас (Манітоба, Канада)
- Хаммершельд Сімвінга (Замбія)
- Цецгеегійн Монхбаяр (Монголія)
- Хуліо Кусурічі Паласіос (Перу)
- Віллі Кордафф (Ірландія)
- Оррі Вігфуссон (Ісландія)

### 2008 рік
- Пабло Фахардо та Луїс Янса (Еквадор)[16][17][18]
- Хесус Леон Сантос (Оахака, Мексика)
- Роза Хільда Рамос (Пуерто-Рико)
- Фелісіано дос Сантуш (Мозамбік)
- Марина Ріхванова (Росія)
- Ігнас Шопс з "Національного парку Хоге Кемпен" (Бельгія)

### 2009 рік
- Марія Ганно, Боб Вайт (Західна Вірджинія, США)[19]
- Марк Она (Лібревіль, Габон)
- Різвана Гасан (Дакка, Бангладеш)
- Ольга Сперанська (Москва, Росія)
- Ююн Ісмаваті (Денпасар, Балі, Індонезія)
- Ванзе Едуардс і Уго Джабіні (село Пікін-Слі і Парамарібо, Суринам)

### 2010 рік
- Тулі Брилліанс Макама (Свазіленд)[20]
- Туй-Серейватана (Камбоджа)
- Малгожата Ґорська (Польща)
- Умберто Ріос Лабрада (Куба)
- Лінн Геннінг (США)
- Рендалл Арауз (Коста-Рика)

### 2011 рік
- Рауль дю Туа (Зімбабве)[21]
- Дмитро Лісіцин (Росія)
- Урсула Сладек (Німеччина)
- Прігі Арісанді (Індонезія)
- Гілтон Келлі (США)
- Франсіско Пінеда (Сальвадор)

### 2012 рік
- Ікал Анджелей (Кенія)[22]
- Ма Джун (Китай)[23]
- Євгенія Чирікова (Росія)[24]
- Едвін Гарігес (Філіппіни)[25]
- Керолайн Кеннон (США)[26]
- Софія Гатіка (Аргентина)[27]

### 2013 рік
- Аззам Алваш (Ірак)[28]
- Алета Баун (Індонезія)[29]
- Джонатан Діл (Південна Африка)[30]
- Россано Ерколіні (Італія)[31]
- Нора Паділья, Колумбія [32]
- Кімберлі Вассерман (США)[33]

### 2014 рік
- Десмонд Д'Са (Південна Африка)[34]
- Рамеш Агравал (Індія)[35]
- Сурен Газарян (Росія)[36]
- Руді Путра (Індонезія)[37]
- Гелен Слоттьє (США)[38]
- Рут Буендіа (Перу)[39]

### 2015 рік
- М'їнт-Зау (М'янма)[40]
- Мерилін Баптіст (Канада)[41]
- Жан Вінер (Гаїті)[42]
- Філіс Омідо (Кенія)[43]
- Говард Вуд (Шотландія)[44]
- Берта Касерес (Гондурас)[45]

### 2016 рік
- Максима Акунья (Перу)[46]
- Зузана Чапутова (Словаччина)[47]

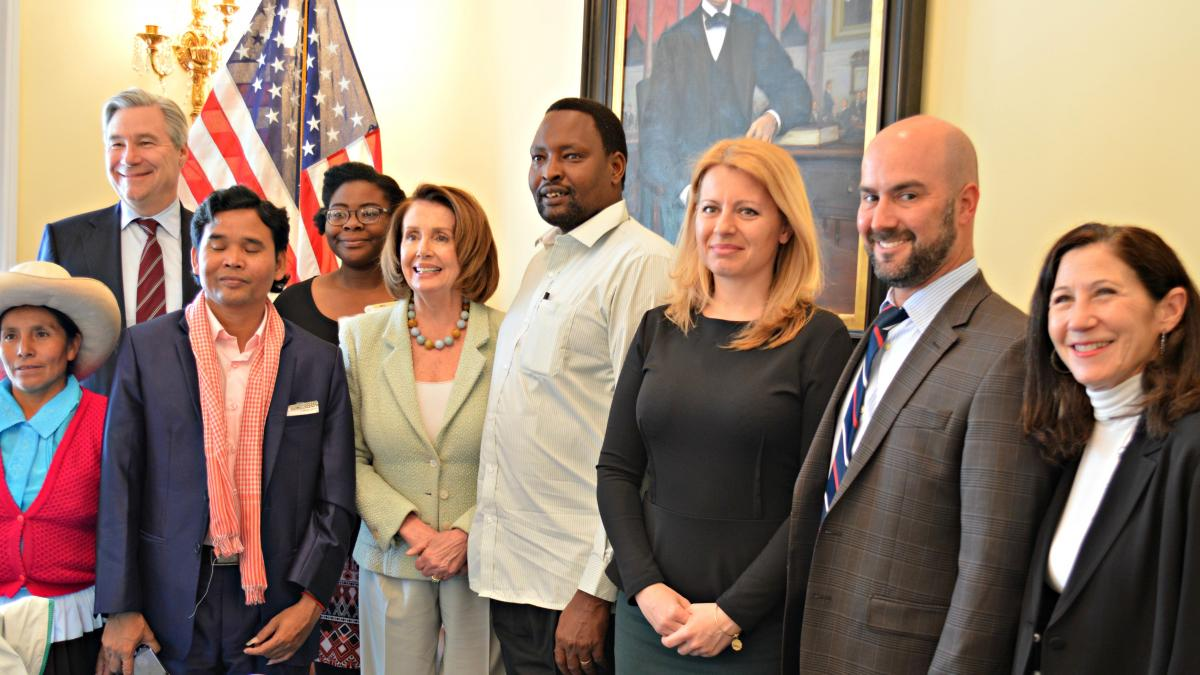
Лідер американського конгресу Ненсі Пелосі часто присутня на церемонії вручення премії; тут у 2016 році лауреат премії Зузана Чапутова буде обрана президентом Словаччини

- Луїс Хорхе Рівера Еррера (Пуерто-Рико)[48]
- Едвард Лур (Танзанія)[49]
- Ленґ Оуч (Камбоджа)[50]
- Дестіні Вотфорд (США)[51]

### 2017 рік
- Венді Боумен (Австралія)[52]
- Родріге Мугарука Катембо (Демократична Республіка Конго)[53][54]
- Марк Лопес (США)[55]
- Урош Мацерл (Словенія)[56]
- Прафулла Самантара (Індія)[57][58]
- Родріго Тот (Гватемала)[59]

### 2018 рік
- Менні Калонзо (Філіппіни)
- Франсіа Маркес (Колумбія)
- Нґі Тхо Хань (В'єтнам)
- Лі Енн Волтерс (США)
- Макома Лекалакала та Ліз МакДейд (Південна Африка)
- Клер Нувіан (Франція) [60]

### 2019 рік
- Баярджаргал Агваанцерен (Монголія)
- Альфред Браунелл (Ліберія)
- Альберто Кураміль (Чилі)
- Жаклін Еванс (Острови Кука)
- Лінда Гарсія (США)
- Ана Чоловик Лесоска (Північна Македонія)[3][61]

### 2020 рік
- Чібезе Єзекіїль (Гана)
- Крістал Амброуз (Багами)
- Лейді Печ (Мексика)
- Люсі Пінсон (Франція)
- Немонте Ненкімо (Еквадор)
- Пол Сейн Тва (М'янма)[10][62]

### 2021 рік
- Ґлорія Маджиґа-Камото (Малаві)
- Тай Ван Нгуєн (В'єтнам)
- Майда Білал (Боснія і Герцеговина)
- Кіміко Хірата (Японія)
- Шерон Лавін (США)
- Ліз Чикадже Чурай (Перу)[12][63]

## Зовнішні посилання
- Офіційний сайт